# Coleobonzia gruezoi
Coleobonzia gruezoi är en spindeldjursart som först beskrevs av Corpuz-Raros och Mauricio Garcia 1996.  Coleobonzia gruezoi ingår i släktet Coleobonzia och familjen Cunaxidae. Inga underarter finns listade i Catalogue of Life.